# Meri Pita
María del Carmen Pita Cárdenes, née le 2 août 1958, est une femme politique espagnole membre de Podemos.
Elle est élue députée de la circonscription de Las Palmas lors des élections générales de décembre 2015.

## Biographie

### Formation et profession
En 1974, elle est sacrée championne d'Espagne junior en 100 mètres dos. Après avoir suivi une formation à l'École de magistère, elle réussit avec succès le concours de la fonction publique en 1984. Elle devient alors gestionnaire de procédure au sein de l'administration judiciaire. En 1987, lors des premières élections des représentants du personnel, elle est la première femme élue.

### Activités politiques
Elle intègre les Cellules communistes à la fin des années 1970 et milite aux côtés de Fernando Sagaseta, Joaquín Sagaseta et Pedro Limiñana. Elle travaille alors avec ses compagnons à la campagne des élections municipales et générales de 1979 voyant l'élection de Manuel Bermejo comme maire de Las Palmas de Gran Canaria et Fernando Sagaseta comme député de la circonscription de Las Palmas pour l'Union du peuple canarien (UPC).
Membre de Podemos, elle remplit le rôle de coordinatrice de campagne dans les îles Canaries pour les élections européennes de mai 2014 puis est élue secrétaire générale de la fédération canarienne du parti en février 2015. Lors des élections générales de décembre 2015, elle est investie en deuxième position sur la liste présentée dans la circonscription de Las Palmas et conduite par la juge Victoria Rosell. Élue membre du Congrès des députés, elle est choisie comme porte-parole adjointe à la commission des Finances et des Administrations publiques et à celle de l'Emploi et de la Sécurité sociale. Lors du scrutin anticipé de juin 2016, elle est promue tête de liste, et conserve les deux mandats obtenus lors des élections précédentes. Membre de la commission de la Justice et de la commission de l'Équipement, elle intègre la députation permanente comme suppléante. Elle est également élue par ses pairs au poste de deuxième secrétaire de la commission du Suivi et de l'Évaluation des accords du pacte de Tolède. En avril 2018, elle est choisie comme présidente de la commission d'enquête chargée d'étudier l'accident du vol 5022 Spanair. Elle est relevée de ses fonctions de secrétaire général de Podemos Canaries en février 2017 et entre dans la direction nationale au poste de secrétaire à la Plurinationalité et à la Diversité territoriale.